# Megapogon pollicaris
Megapogon pollicaris és una espècie d'esponja calcària, marina i amb espícules formades per carbonat de calci. L'esponja pertany al gènere Megapogon i a la família Achramorphidae. El nom científic de l'espècie va ser publicat per primera vegada el 1908 per Charles Frewen Jenkin.